# Lee Yu-bin
Lee Yu-bin (in hangŭl: 이유빈; Bucheon, 23 aprile 2001) è una pattinatrice di short track sudcoreana, campionessa olimpica della staffetta 3000m ai Giochi di Pyeongchang 2018.

## Carriera

### Esordi e successi juniores (2016–2017)
Lee Yu-bin ha esordito a livello internazionale nel gennaio 2016 ai Campionati mondiali juniores di Sofia, dove ha ottenuto risultati significativi: si è classificata terza nei 1000 metri e seconda sia nei 500 metri che nella finale dei 1500 metri. Questi piazzamenti le hanno permesso di conquistare la medaglia di bronzo nella classifica combinata. Con la staffetta 3000 metri ha inoltre vinto la medaglia d’argento.
Nel 2017, ai Mondiali juniores di Innsbruck, ha dominato la competizione, vincendo le gare dei 500, 1000 e 1500 metri (finale), e si è aggiudicata la medaglia d’oro nella combinata.

### Ingresso nella nazionale maggiore e Coppa del Mondo (2017–2018)
Nello stesso anno è entrata per la prima volta nella nazionale maggiore sudcoreana e ha debuttato in Coppa del Mondo a Dordrecht, all'inizio della stagione 2017–2018, classificandosi terza nei 1000 metri. Nella tappa successiva di Shanghai, ha vinto l’oro con la staffetta femminile e si è piazzata quarta nei 1000 metri individuali, chiudendo la stagione al sesto posto nella classifica generale della distanza.

### Olimpiadi di Pyeongchang 2018 e Mondiali
Nel febbraio 2018 ha partecipato ai Giochi olimpici invernali di Pyeongchang con la staffetta sudcoreana. Durante la semifinale dei 3000 metri è caduta nei primi giri, quando mancavano ancora 23 tornate. Nonostante ciò, la squadra è riuscita a recuperare lo svantaggio su Canada, Ungheria e Russia, vincendo la gara e accedendo alla finale. In quell’occasione, la Corea del Sud ha stabilito un nuovo record olimpico, e la gara è considerata una delle più drammatiche nella storia del short track sudcoreano.
Nella finale, però, Lee non è scesa in pista: al suo posto ha gareggiato Kim A-lang. La staffetta ha comunque ottenuto la medaglia d’oro.
Nel mese successivo, ai Campionati mondiali di Montreal, Lee ha vinto nuovamente l’oro nella staffetta femminile.

### Infortuni, esclusioni e rientro (2018–2020)
Durante le selezioni nazionali per la stagione 2018–2019, Lee è caduta e si è infortunata, non riuscendo a completare la competizione: di conseguenza, non è stata selezionata per la nazionale.
Nel 2019 è tornata a competere, classificandosi ottava nelle nuove selezioni: questo le ha assegnato il ruolo di riserva. Ha comunque ripreso gli allenamenti presso il centro federale di Jincheon in vista dei Mondiali juniores. Tuttavia, a causa della rinuncia di Kim A-lang alle ultime due tappe di Coppa del Mondo, è stata convocata nella nazionale maggiore e ha rinunciato ai Mondiali juniores.
A Dordrecht ha conquistato la sua prima vittoria individuale in Coppa del Mondo, nei 1000 metri, e un terzo posto nella staffetta. Ha concluso la stagione 2019–2020 al decimo posto nella classifica generale sui 1000 metri.

### Stagione 2021 e Coppa del Mondo
Nel 2020, a causa della pandemia di COVID-19, non si sono tenute selezioni per la nazionale.
Nel 2021, durante le prove di selezione, ha subito una lussazione alla spalla a seguito di una caduta. Nonostante l’infortunio, ha completato le gare, classificandosi quarta.  
In seguito alla sospensione di Shim Suk-hee e all’infortunio di Kim Ji-yoo, che ha saltato gran parte della stagione, Lee ha acquisito un ruolo di primo piano nella squadra. Ha vinto due gare di Coppa del Mondo nei 1500 metri, a Pechino e Dordrecht, e ha concluso la stagione al primo posto nella classifica finale della distanza.

### Olimpiadi di Pechino 2022 e infortunio
Nel 2022 ha preso parte ai Giochi olimpici invernali di Pechino, vincendo la medaglia d’argento nella staffetta 3000 metri, insieme a Choi Min-jeong, Seo Whi-min e Kim A-lang.
Dopo le Olimpiadi ha annunciato di soffrire di dolori al ginocchio sinistro e al polpaccio, motivo per cui ha rinunciato a partecipare ai Mondiali 2022.  
Poche settimane dopo ha partecipato alle nuove selezioni, entrando come settima riserva nella nazionale. Tuttavia, ha dovuto saltare quasi tutta la stagione a causa dei persistenti problemi al ginocchio e si è sottoposta a un intervento chirurgico in autunno.

### Stagioni recenti (2023–2024)
Per la stagione 2023–2024 ha firmato con il team Uijeongbu City Hall, lasciando la categoria universitaria della Yonsei University. Alle nuove selezioni si è classificata ottava.
L’anno successivo ha cambiato squadra, passando al team di Goyang, ma non è riuscita a qualificarsi per la nazionale sudcoreana.

## Palmarès

### Olimpiadi
- 1 medaglia:
  - 1 oro (staffetta 3000 m a Pyeongchang 2018);